# Хоулануге (Грама Ніладхарі)
Грама Ніладхарі Хоулануге (№ PP/11) — Грама Ніладхарі підрозділу ОС Лахугала, округ Ампара, Східна провінція, Шрі-Ланка.

## Демографія
| Населення (2007) | Населення (2007) | Населення (2007) | Населення (2007) | Населення (2007) |
| Населення        | Чоловіки         | Жінки            | Діти             | Дорослі          |
| ---------------- | ---------------- | ---------------- | ---------------- | ---------------- |
| 712              | 356              | 356              | 285              | 427              |